# Microfilistata
Microfilistata es un género de arañas araneomorfas de la familia Filistatidae. Se encuentra en Asia Central, en Turkmenistán y Tayikistán. 

## Lista de especies
Según The World Spider Catalog 11.5:
- Microfilistata ovchinnikovi Zonstein, 2009
- Microfilistata tyshchenkoi Zonstein, 1990